# Clathrina tenuipilosa
Clathrina tenuipilosa är en svampdjursart som först beskrevs av Arthur Dendy 1905.  Clathrina tenuipilosa ingår i släktet Clathrina och familjen Clathrinidae.
Artens utbredningsområde är Röda havet. Inga underarter finns listade i Catalogue of Life.